# Îles Shetland du Sud
Pour les articles homonymes, voir Shetland (homonymie).

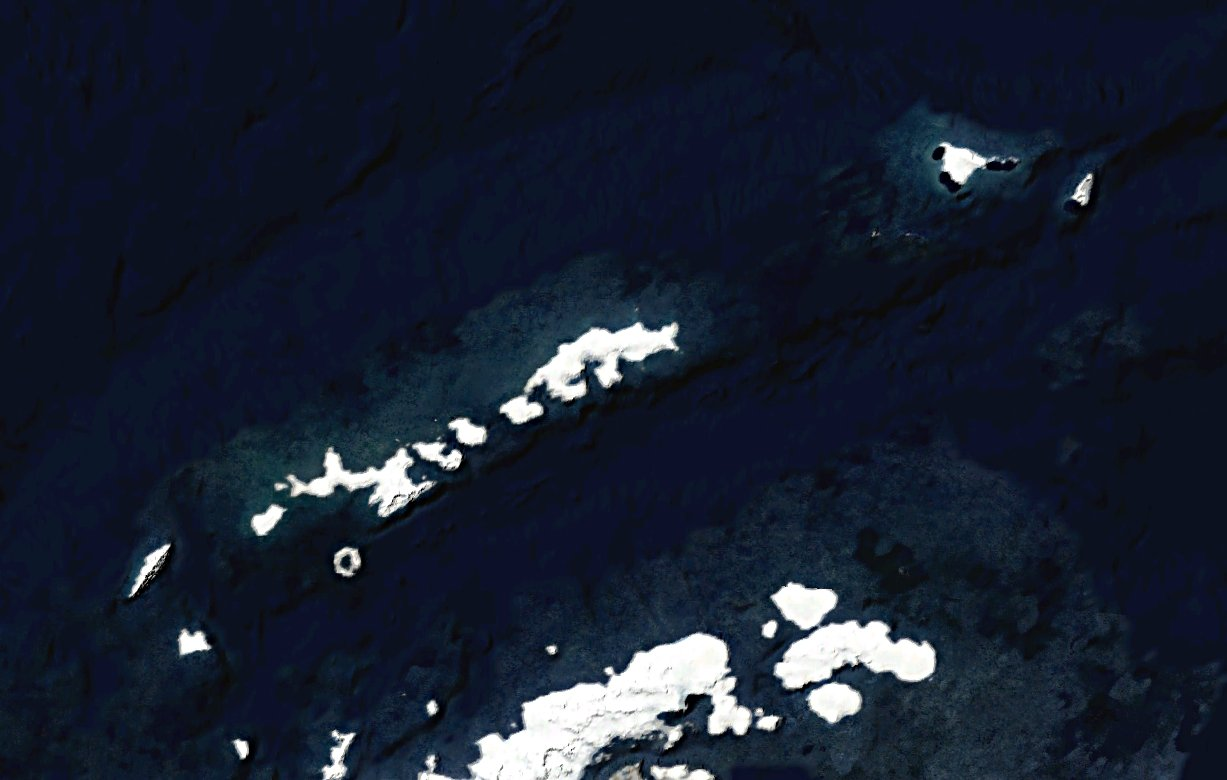

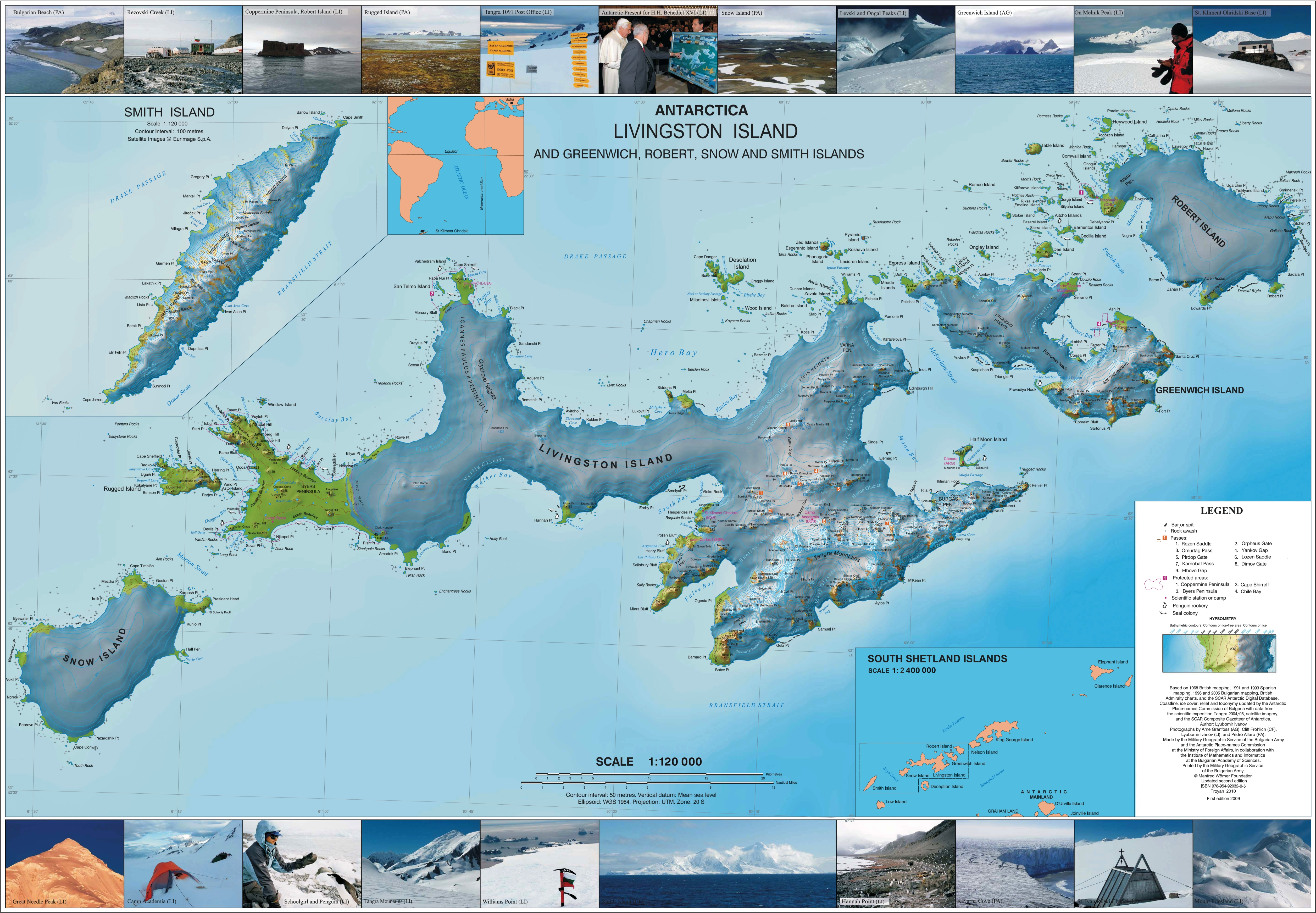
Carte topographique des îles Livingston, Greenwich, Robbet, Snow et Smith.

Les îles Shetland du Sud  sont un archipel de l’Antarctique situé à 116 kilomètres au nord-nord-ouest de la péninsule Antarctique. Elles sont toutes situées au sud du 60e parallèle sud et font ainsi partie de la liste des îles de l'Antarctique. Aux termes du traité sur l'Antarctique de 1959, la souveraineté sur ces îles n'est ni précisée ni revendiquée par les cosignataires qui peuvent les exploiter pour tout usage non-militaire.
Les îles avaient été revendiquées par le Royaume-Uni depuis 1908 et sont rattachées au Territoire britannique antarctique depuis 1962. Elles sont revendiquées par le gouvernement du Chili (depuis 1940) comme composante de la Province de l'Antarctique chilien et par l’Argentine (depuis 1943) comme composante de la Terre de Feu, Antarctique et Îles de l'Atlantique Sud dans l’Antarctique argentin.
Plusieurs pays y entretiennent des stations de recherche. La plupart se trouvent sur l’île du Roi-George, où elles bénéficient de l'aérodrome de la base chilienne Eduardo Frei.
C'est ainsi qu'il existe à ce jour seize stations de recherche, réparties à travers l'archipel, les stations chiliennes étant les plus nombreuses. Les recherches s'effectuent, pour la plupart, dans le cadre de collaborations internationales, comme en témoigne la station américano-chilienne de Shirreff Base (en).

## Géographie

### Localisation
Les îles Shetland du Sud sont situées à 116 kilomètres au nord-nord-ouest de la péninsule Antarctique, dont elles sont séparées par le détroit de Bransfield, et à 437 kilomètres à l'ouest des îles Orcades du Sud. Avec le cap Horn, elles délimitent le passage de Drake, voie maritime naturelle entre l'océan Atlantique Sud et l'océan Pacifique Sud.
L'archipel s'étend sur 536 kilomètres environ depuis l’île Low à l'ouest-sud-ouest jusqu'aux îles  Cornwallis et Clarence à l'est-nord-est.

### Topographie
Les îles Shetland du Sud comptent 11 grandes îles et de nombreux îlots, d’une superficie totale de 3 687 km2. Entre 80 et 90 % de la superficie est gelée en permanence. Le point culminant est le mont Foster sur l’île Smith, avec 2 105 mètres d'altitude ; puis vient le mont Irving sur l’île Clarence, avec 1 950 mètres d'altitude. L'île de la Déception abrite un volcan actif ; sa forme caractéristique en forme de fer à cheval est due à l'envahissement d'une caldeira par la mer.
Du  nord au sud, les îles Shetland du Sud comprennent les îles suivantes :
- île Cornwallis
- île de l'Éléphant
- île Clarence
- île Rowett
- île Gibbs
- île du Roi-George  (la plus grande, appelée île du 25 mai par les Argentins, et Vaterloo par les Russes
- Île Bridgeman
- Île Penguin
- Île Nelson (appelée île Leipzig par les Russes)
- Île Robert (appelée île Polotsk par les Russes)
- Îles Aitcho
- Île Greenwich (appelée île Berezina par les Russes)
- Île Half Moon

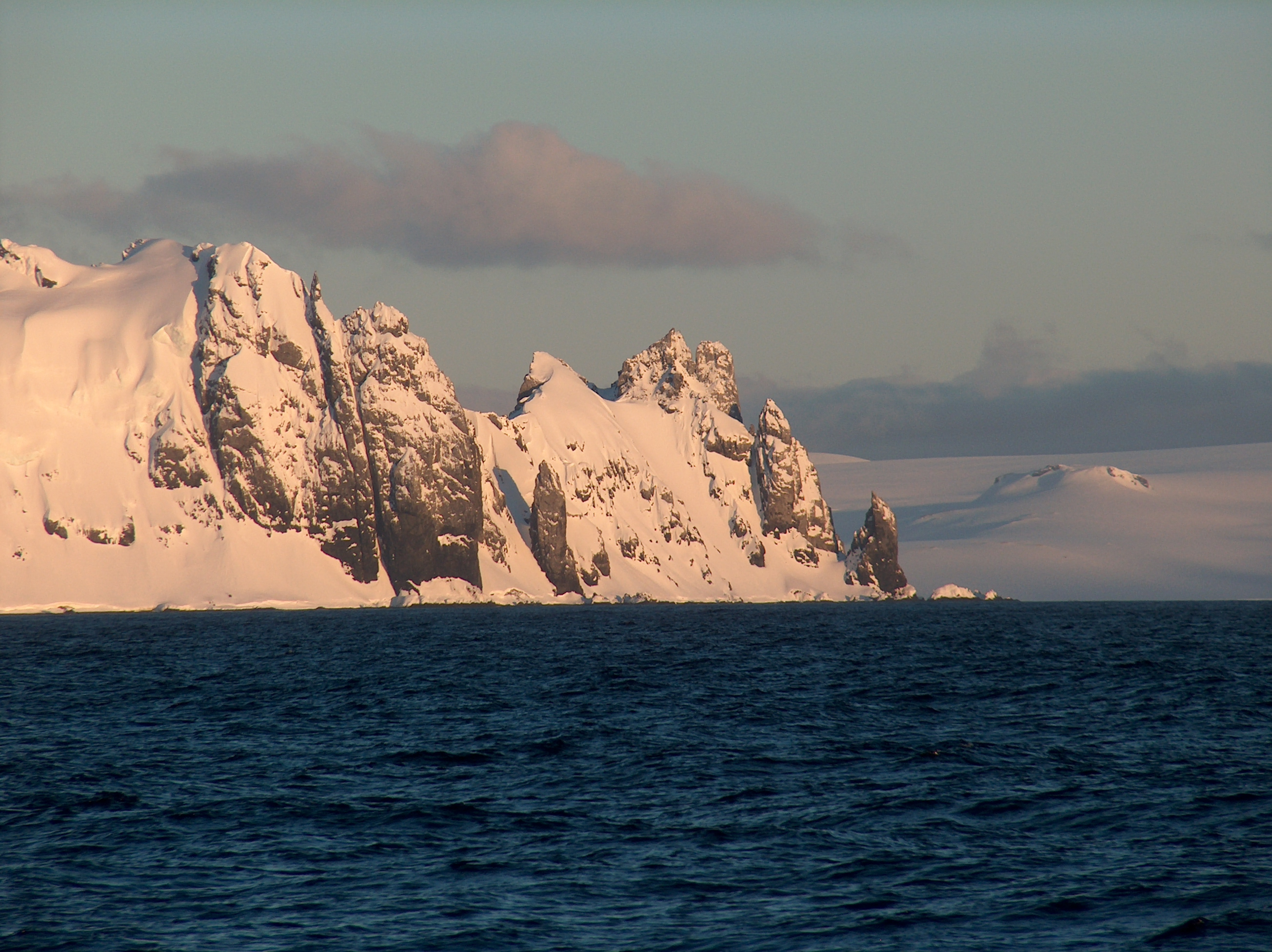
Le cap Renier.

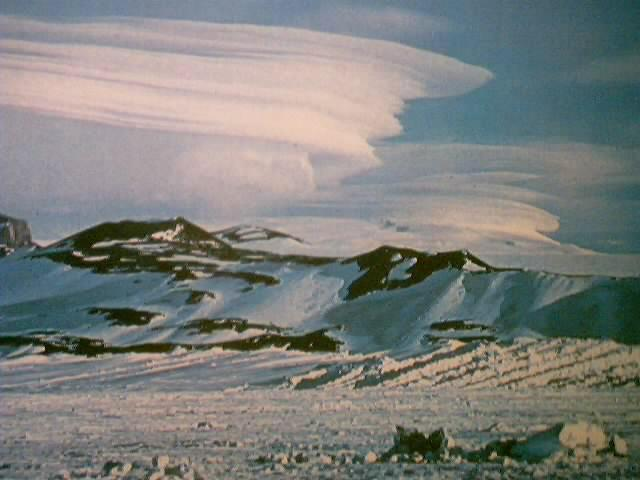
L’île du Roi-George, à proximité de la base Comandante Ferraz, abritée dans la baie de l'Amirauté.

- Île Livingston (la deuxième par la taille, appelée île Smolensk par les Russes)
- Île Desolation (îles Shetland du Sud)
- Île Ardley : Base Julio Ripamonti (Chili)
- île Rugged,
- Île Snow (appelée île Maly Yaroslavets par les Russes)
- île Smith (appelée île Borodino par les Russes)
- île de la Déception (appelée île Teylya par les Russes)

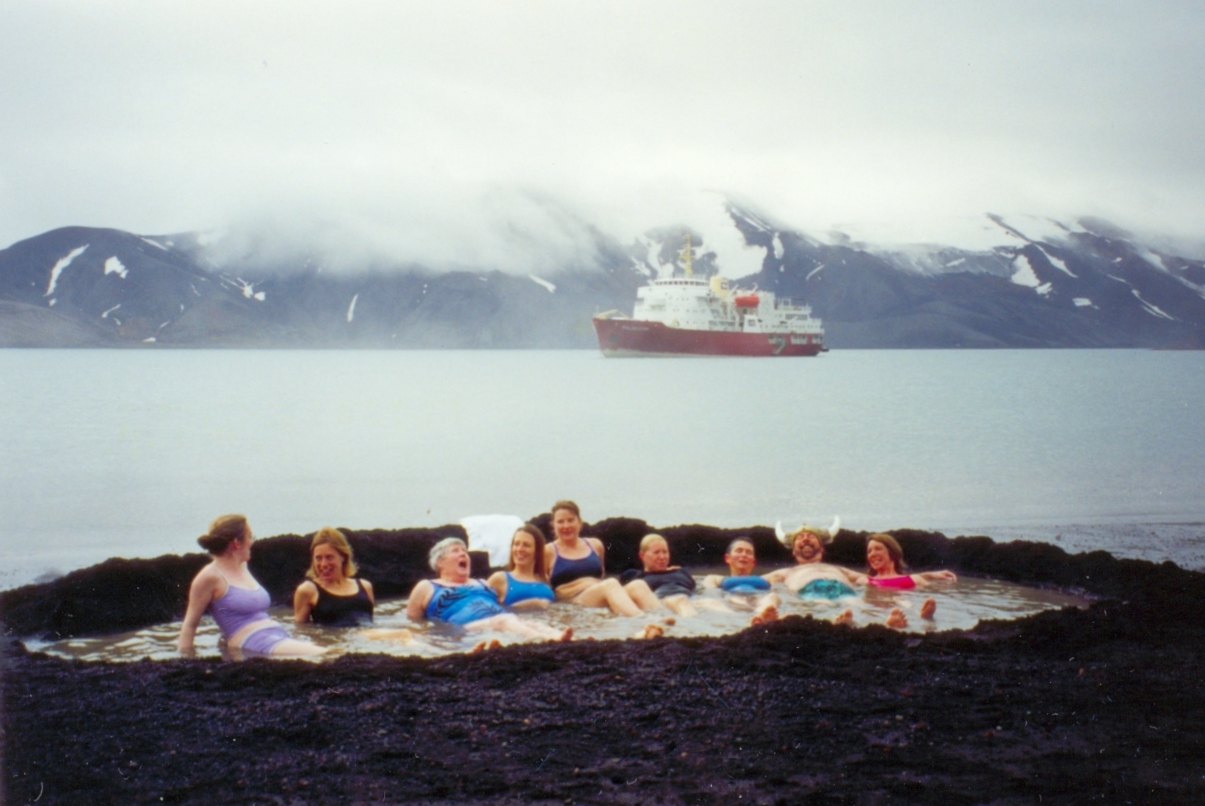
Source chaude de Port Foster, sur l’île de la Déception.

- île Low.

## Climat
Ces îles sont à la même distance de l'équateur que les îles Féroé dans l'Atlantique Nord, mais leur proximité du continent Antarctique leur confère un climat beaucoup plus froid. L'archipel est coupé du monde extérieur par la banquise de début avril à début décembre et la température mensuelle moyenne est inférieure à 0 °C pendant ces huit mois (d'avril à novembre exactement).
On y a mesuré un retrait constant des glaciers ces dernières années, mais la surface gelée représente toutefois toujours plus de 80 % de la superficie même en été.
Le climat est nuageux et humide et des vents violents soufflent de l'ouest toute l'année. Les pointes de temps ensoleillé sont associées à des vagues de froid parties du continent austral à la fin de l'hiver et au printemps. Les températures estivales moyennes ne sont que d’environ 1,5 °C, celles d'hiver de −5 °C. L'influence océanique contribue à maintenir basses les températures estivales tout en modérant la baisse des températures hivernales.

## Histoire
Le passage de Drake avait été traversé dès la fin du XVIe siècle, aussi bien par le Hollandais Dirck Pomp en 1599 que par l’Espagnol Gabriel de Castilla en 1603, ces deux marins étant d'ailleurs réputés avoir doublé les îles Shetland du Sud ; mais il fallut attendre 1818 pour que Juan Pedro de Aguirre obtienne la permission du gouvernement de Buenos Aires d'établir un comptoir pour la chasse aux phoques sur « certaines îles inhabitées proche du Pôle Sud ».
Le capitaine britannique William Smith qui en 1819 faisait voile vers Valparaíso, au Chili, à bord du clipper Williams, dévia de sa route au sud du Cap Horn, et le 19 février arriva en vue de Williams Point, la pointe nord-est de l’île Livingston, Smith parcourut à son tour les îles Shetland du Sud, débarqua sur l’île du Roi-George le 16 octobre 1819, et en prit possession au nom du Royaume-Uni. C’est ainsi que l’île Livingston fut la première terre découverte au-delà du 60e parallèle de latitude sud.
Au mois de septembre 1819, un navire espagnol, le San Telmo, disparaissait au large du passage de Drake. Des chasseurs de phoque découvrirent quelques mois plus tard des débris supposés de son épave sur la côte nord de l’île Livignston

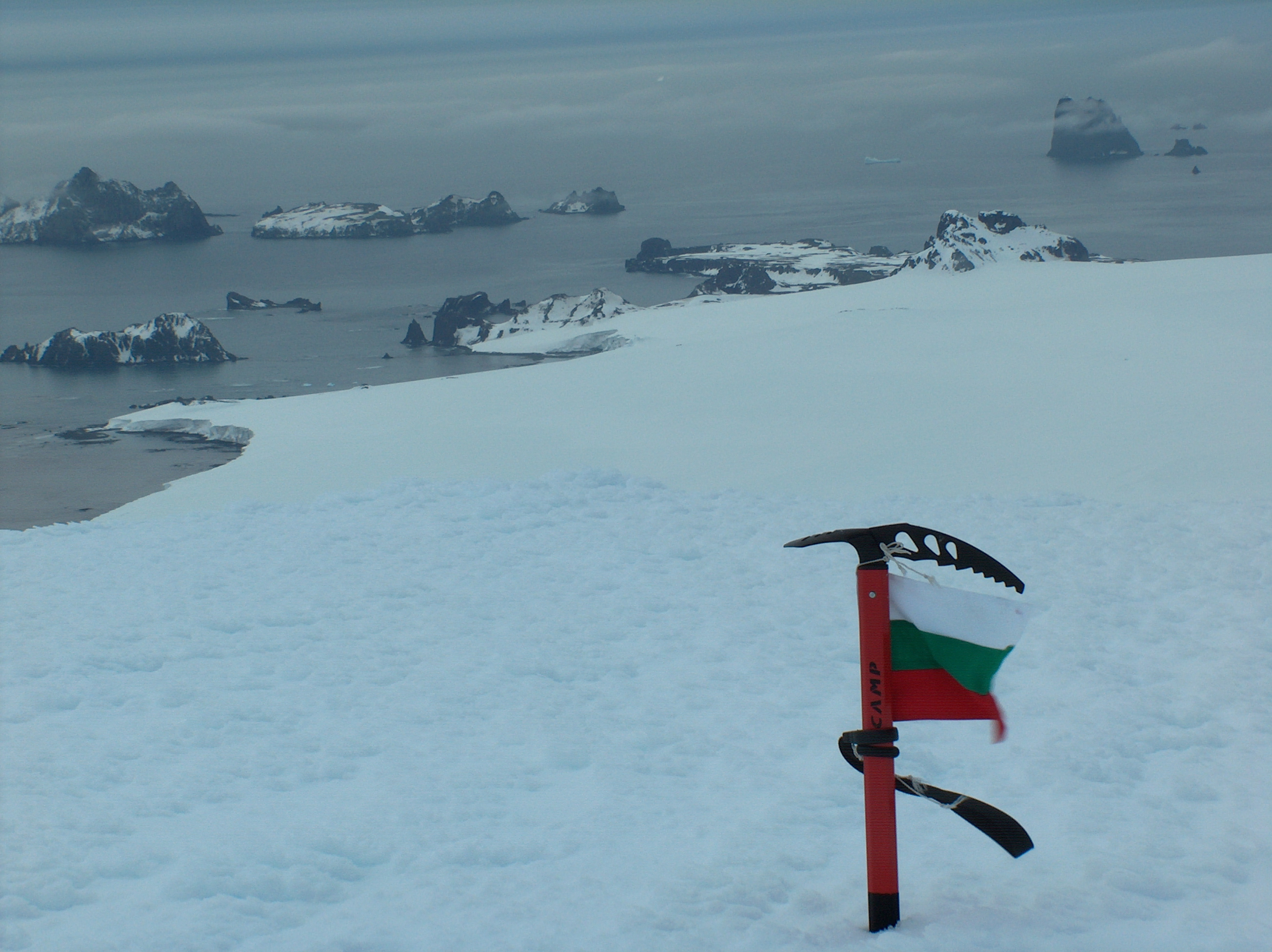
Le cap de Williams Point, découvert le 19 février 1819.

En décembre 1819 - janvier 1820, le lieutenant de vaisseau Edward Bransfield, à bord du Williams, navire dépêché spécialement par la Royal Navy, dressa un levé du littoral des îles Shetland du Sud. Or, dès le 15 novembre 1819 le représentant américain à Valparaíso, Jeremy Robinson, avait informé le secrétaire d'État John Quincy Adams de la découverte de Smith et de l’imminence de la mission Bransfield, suggérant l'envoi d'un navire officiel du gouvernement américain pour explorer l'archipel où « l’on pourrait découvrir de nouvelles richesses naturelles, des réserves de puissance et de prospérité, et dont la science même profiterait. »
La découverte de cet archipel attira nombre de chasseurs de phoques britanniques et américains. Le premier navire de pêche à trafiquer dans les parages fut le brig Espirito Santo armé par des commerçants britanniques de Buenos Aires. Ce bateau mouilla à Rugged Island au large de l'île Livingston, où son équipage britannique finit par débarquer à la Noël 1819, réclamant les îles au nom du roi George III ; le pilote du brig, Joseph Herring, fit paraître un récit des événements dans l’édition de juillet 1820 de l’Imperial Magazine. L’Espirito Santo fut suivi du brig américain Hersilia parti des îles Malouines et commandé par le capitaine James Sheffield (avec Nathaniel Palmer comme second) : c'était le premier navire de pêche américain à atteindre les îles Shetland du sud.

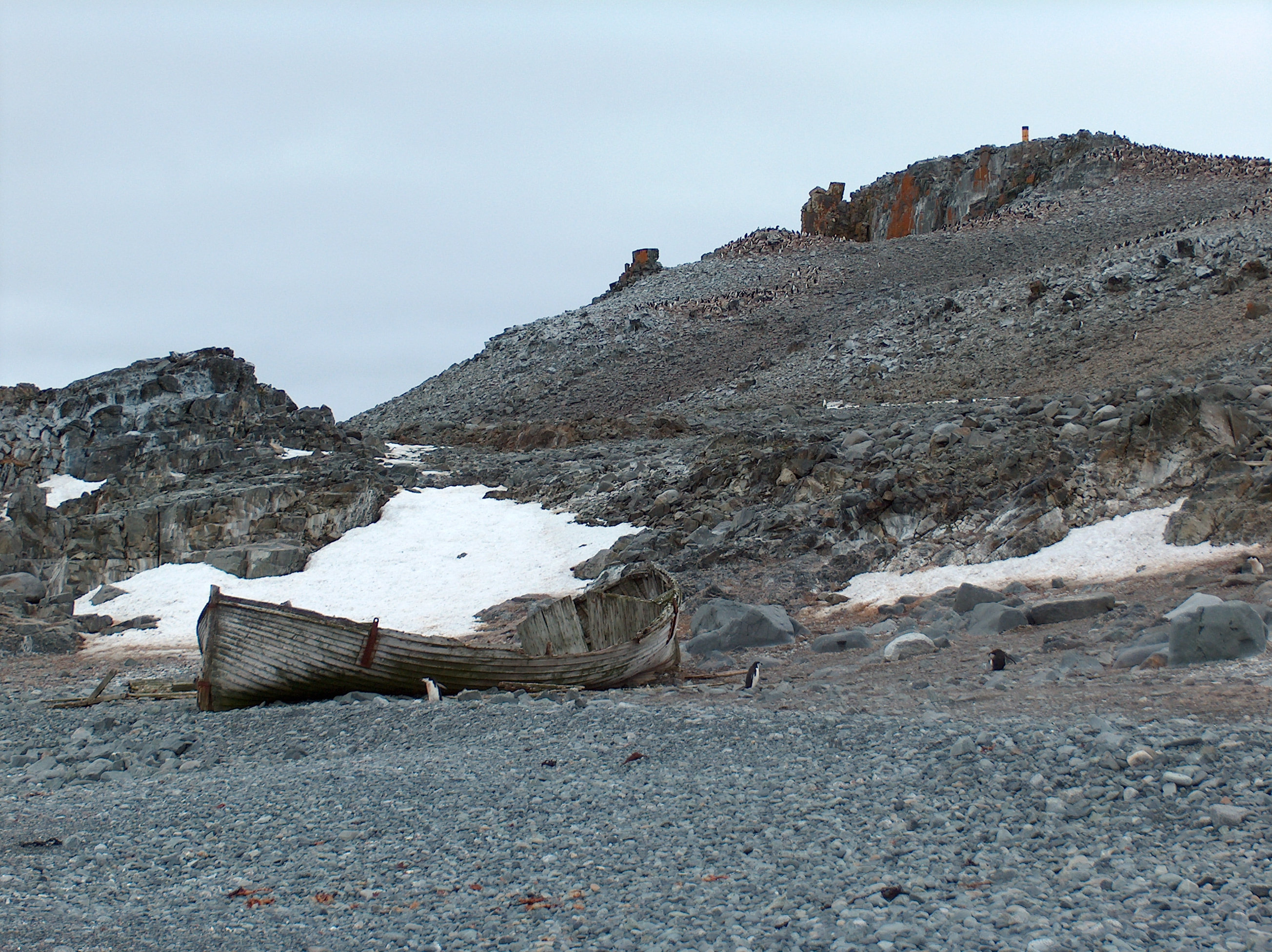
Baleinier norvégien échoué sur Half Moon Island.

Le premier hivernage dans l'Antarctique eut lieu aux îles Shetland à la fin de l’été 1820-21 : les onze marins britanniques du Lord Melville, ne parvenant pas à franchir les glaces au large de l'île du Roi-George, réussirent à survivre tout au long de l'hiver austral et furent secourus au début du printemps.
Après avoir accompli la circumnavigation du continent Antarctique, l’expédition antarctique russe de Bellingshausen et Lazarev parvint aux îles Shetland du Sud en janvier 1821. Les Russes firent à leur tour un levé des côtes et explorèrent l'île du Roi-George et l'île de l'Éléphant. Alors qu'il manœuvrait entre l'île de la Déception et île Livingston, Bellingshausen fut abordé par Nathaniel Palmer, commandant le brig américain Hero, qui l'avertit que des douzaines de voiliers britanniques et américains étaient désormais actifs dans l'archipel.
On utilisa brièvement le nom de « Nouvelle-Bretagne du Sud » (New South Britain) avant d'adopter « îles Shetland du Sud » (par allusion aux Shetland au large de la côte nord de l’Écosse), aujourd'hui unanimement reconnu au niveau international. Si les deux archipels des Shetland se trouvent chacun respectivement à une distance sensiblement égale du pôle le plus proche, aux environs du 60e parallèle, les îles Shetland du Sud sont beaucoup plus froides.
La chasse aux phoques et à la baleine se poursuivit tout au long du XIXe et du XXe siècle. À partir de 1908, l'archipel fut administré par les Britanniques comme une dépendance des îles Malouines mais elles ne furent réellement occupées qu'avec l'installation d'une station scientifique en 1944. Avec la péninsule Antarctique voisine et la Géorgie du Sud, c'est aujourd'hui une destination touristique estivale appréciée dans l'hémisphère sud.
Les revendications argentines, britanniques et chiliennes sur l'archipel sont gelées depuis la signature du traité sur l'Antarctique. Chacun des trois pays l’inclut dans le secteur dont il revendique la souveraineté.

### Expédition Shackleton
En 1916, l'Endurance commandé par Ernest Shackleton est pris dans les glaces en mer de Weddell. Les membres de l’expédition doivent quitter le navire pour gagner l'île de l'Éléphant afin d'y établir un camp de fortune. De là, Shackleton et quelques hommes entreprennent une périlleuse traversée de l’océan les séparant de la Géorgie du Sud qu'ils réussiront à rejoindre.

## Faune
Les îles sont aujourd’hui des zones spécialement protégées en raison de la fréquentation touristique. L’île Half Moon possède une colonie de manchots à jugulaire et l’île Greenwich, une importante colonie de manchots papou. Hannah Point, sur l’île Livingston, héberge une faune variée : éléphants de mer australs, manchots de diverses espèces et pétrels géants. Sur l’île Penguin on peut voir des manchots Adélie et manchots à jugulaire. Sur l'île de l'Éléphant, outre les éléphants de mer et des otaries à fourrure antarctique, se trouvent quelques colonies de manchots papou et manchots à jugulaire.

## Stations scientifiques

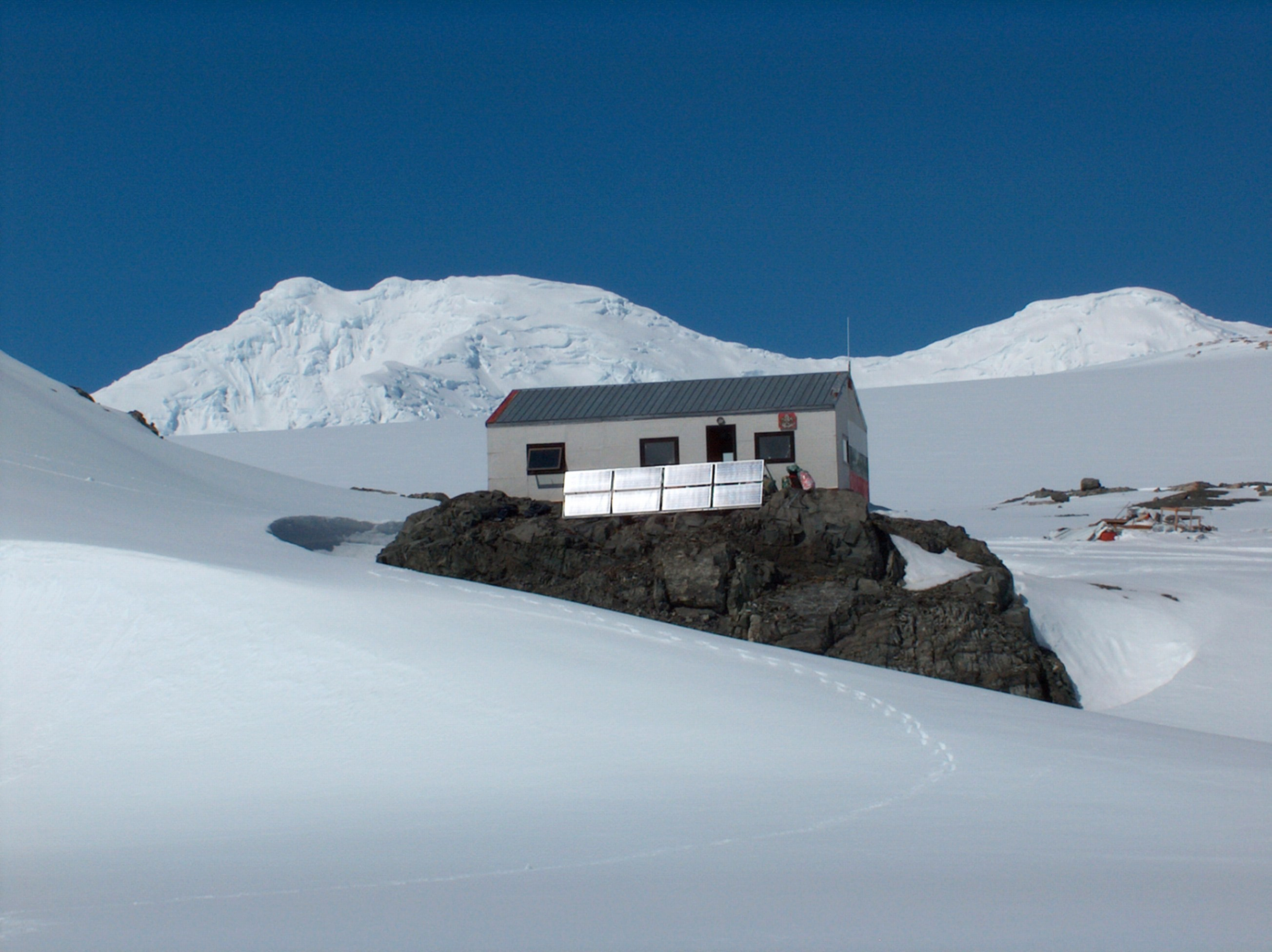
La base antarctique Saint-Clément-d’Ohrid.

Plusieurs pays entretiennent 16 stations scientifiques sur l’archipel, principalement sur l'île du Roi-George (10) :
- Argentine - Jubany (depuis 1953), rebaptisée Base antarctique Carlini en 2012, sur l'île du Roi-George
- Bulgarie - Base antarctique Saint-Clément-d’Ohrid (depuis 1988), sur l'île Livingston
- Brésil - Base antarctique Comandante Ferraz (depuis 1984), sur l'île du Roi-George
- Chili - Base Presidente Eduardo Frei Montalva (depuis 1969), sur l'île du Roi-George
- Chili - Base Profesor Julio Escudero (depuis 1994), sur l'île du Roi-George
- Chili - Base navale Capitán Arturo Prat (depuis 1947), sur l'île Greenwich
- Chili/États-Unis - Station d'observation du cap Shirreff (en) (depuis 1990), sur l'île Livingston
- Chine - Base antarctique Grande Muraille (depuis 1985), sur l'île du Roi-George
- Équateur - Base Pedro Vicente Maldonado (depuis 1990), sur l'île Greenwich
- Espagne - Base antarctique Juan Carlos Ier (depuis 1988), sur l'île Livingston
- Espagne - Base antarctique Gabriel de Castilla (depuis 1989), sur l'île de la Déception
- Corée du Sud - Base antarctique King Sejong (depuis 1988), sur l'île du Roi-George
- Pérou- Base antarctique Machu Picchu (depuis 1989), sur l'île du Roi-George
- Pologne - Base antarctique Arctowski (depuis 1977), sur l'île du Roi-George
- Russie - Base antarctique Bellingshausen (depuis 1968), sur l'île du Roi-George
- Uruguay - Base Artigas (depuis 1984), sur l'île du Roi-George
- Argentine - Base Cámara (en), sur l'île Half Moon

## Camps de base

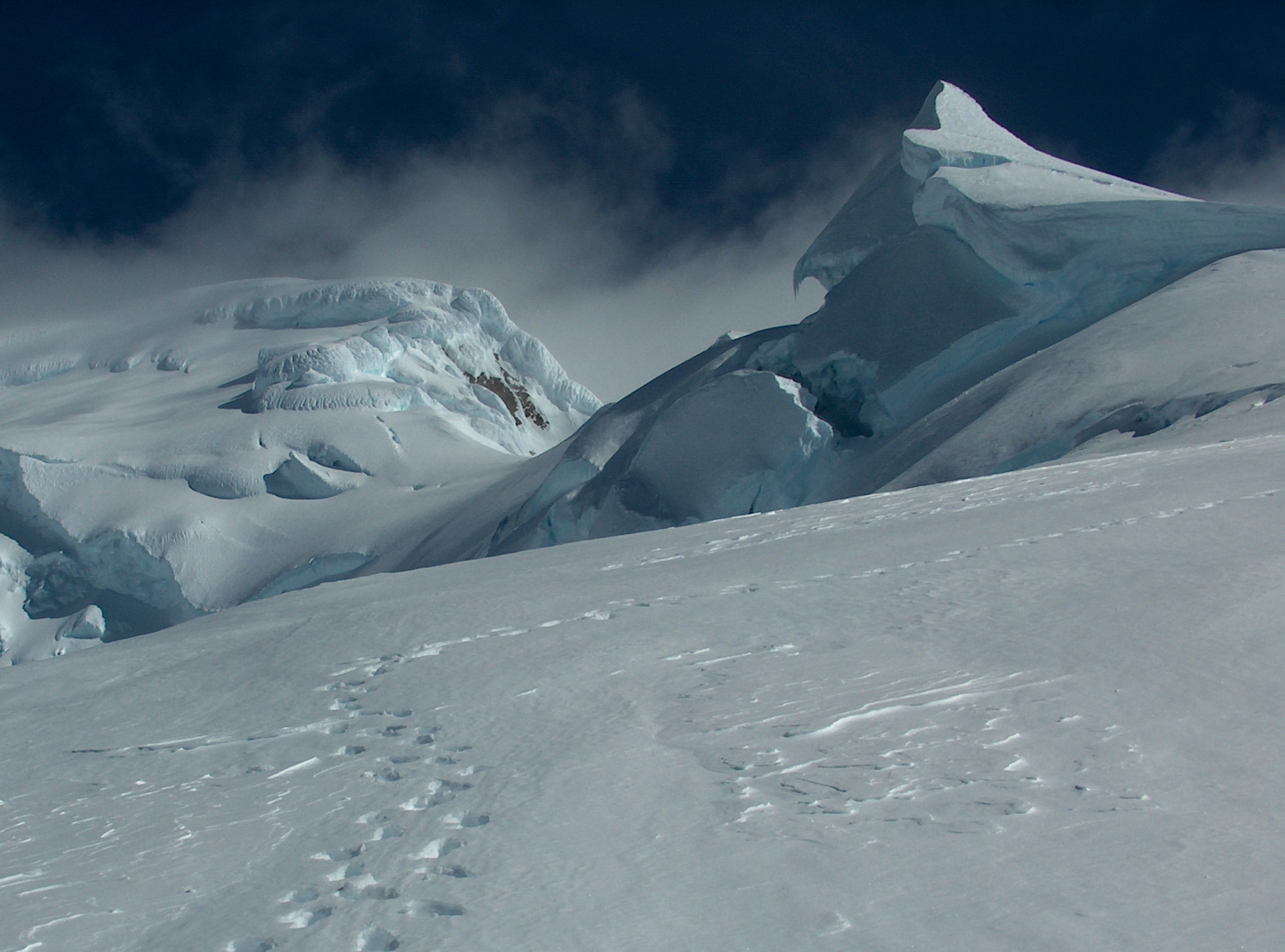
Le pic Ongal, dans la montagne de Tangra.

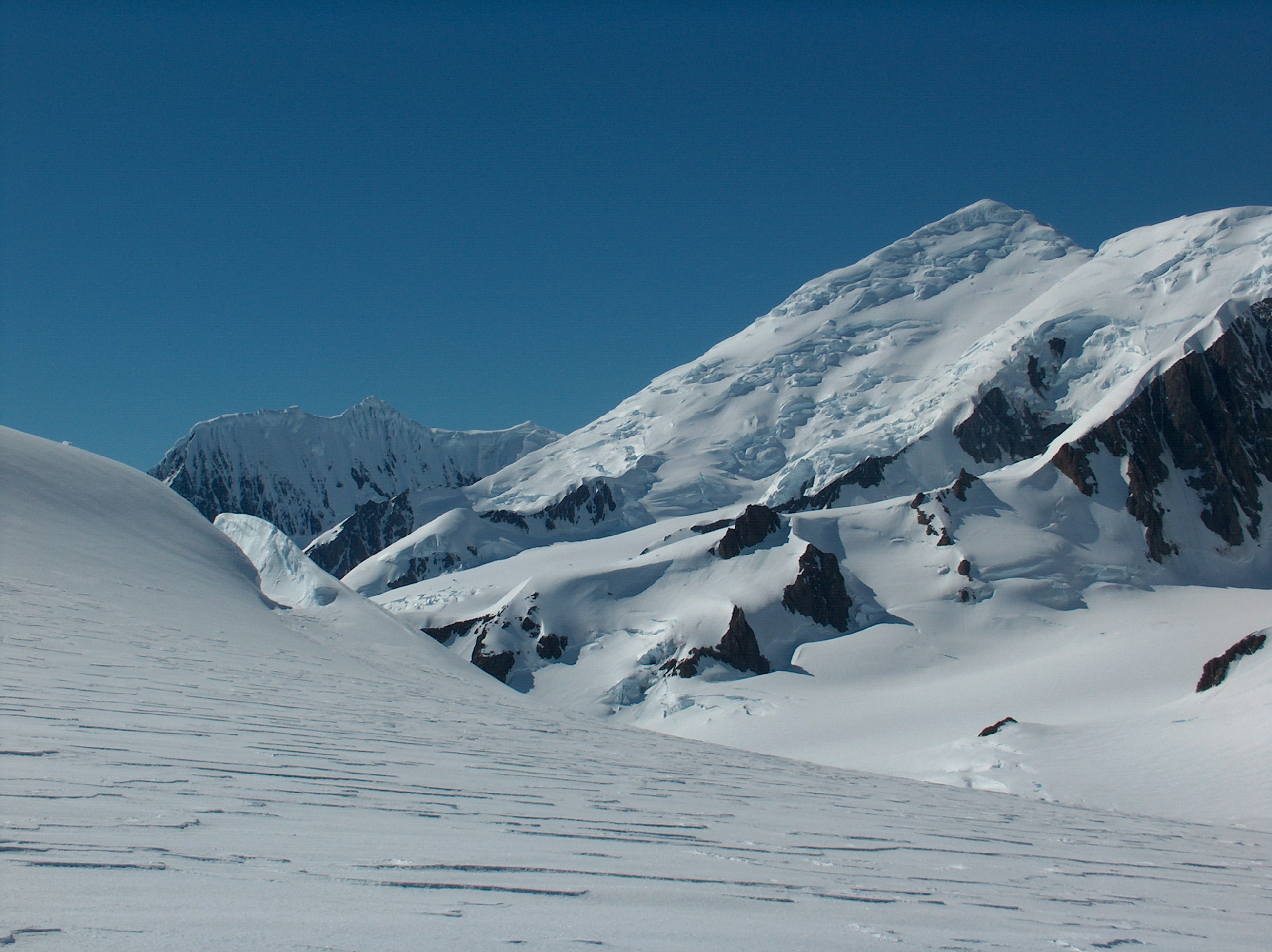
Montagnes de Tangra, l’île Livingston

- Bulgarie - Camp Académie, sur l'île Livingston
- Espagne - Camp Byers (en), sur l'île Livingston
- Argentine - Camp Livingston (en), sur l'île Livingston

### Source
- L.L. Ivanov Antarctica: Livingston Island and Greenwich, Robert, Snow and Smith Islands. Scale 1:120000 topographic map. Troyan: Manfred Wörner Foundation, 2009.  (ISBN 978-954-92032-6-4)